# آندری مالچاندوف (شناگر)
آندری مالچاندوف (به انگلیسی: Andrey Molchanov) (زادهٔ ۱۶ ژوئیهٔ ۱۹۸۷) شناگر اهل ترکمنستان است.